# Мавуба Мафуїла
Рікі Мавуба Мафуїла Ку Мбунду (фр. Ricky Mavuba Mafuila Ku Mbundu, 15 грудня 1949, Леопольдвіль — 30 листопада 1996) — футболіст ДР Конго, що грав на позиції нападника.
Виступав, зокрема, за клуб «Віта Клуб», а також національну збірну Заїру. Переможець Кубка африканських чемпіонів. У складі збірної — володар Кубка африканських націй.

## Клубна кар'єра
У дорослому футболі дебютував 1968 року виступами за команду «Віта Клуб», кольори якої і захищав протягом усієї своєї кар'єри гравця, що тривала цілих п'ятнадцять років. У 1973 році став переможцем Африканського Кубка чемпіонів. Також з командою став неодноразовим чемпіоном Заїру.

## Виступи за збірні
Виступав за національну збірну Заїру. У складі збірної був учасником Кубка африканських націй 1974 року в Єгипті, зігравши у чотирьох з шести іграх і здобувши того року титул континентального чемпіона.
Того ж 1974 року був учасником першої в історії для збірної ДР Конго/Заїру світової першості — чемпіонату світу 1974 у ФРН. У своїй групі команда посіла останнє 4 місце, поступившись Шотландії, Бразилії та Югославії. Мавуба на поле не виходив, а команда встановила антирекорд чемпіонатів світу, пропустивши 14 голів і не забивши жодного.

## Подальше життя
Після футбольної кар'єри Мавуба переїхав до Анголи, з якої втік з родиною на початку громадянської війни в 1984 році і жив як біженець у Франції. Він загинув 30 листопада 1996 року в один день разом зі своєю дружиною, залишивши 12-річного сина Ріо Мавюба сиротою. У майбутньому син став теж професіональним футболістом і теж зіграв на чемпіонаті світу, але вже представляючи збірну Франції.

## Титули і досягнення
- Чемпіон Заїру (7):

«Віта Клуб»: 1970, 1971, 1972, 1973, 1975, 1977, 1980
- Переможець Кубка африканських чемпіонів (1):

«Віта Клуб»: 1973
- Володар Кубка африканських націй (1):

Заїр: 1974